# Levi Ackerman
Levi Ackerman (リヴァイ・アッカーマン Rivai Akkāman?) es un personaje ficticio del manga Shingeki no Kyojin, creado por Hajime Isayama. Es el capitán del Escuadrón de Operaciones Especiales del Cuerpo de Exploración, también conocido como el «Escuadrón de Levi», un equipo de cuatro soldados de élite con impresionantes historiales de combate elegidos por él. 
El escuadrón toma bajo su protección al protagonista, Eren Yeager, como guardaespaldas y potencial ejecutor si la situación se descontrola. Aunque Levi es un personaje secundario, se profundiza en su historia durante la serie al tratar con su tutor Kenny, así como en la precuela Shingeki no Kyojin: Kui Naki Sentaku.
Levi se basó en Rorschach, el personaje de Watchmen, entre otras influencias. En el anime, la voz de Levi es interpretada por Hiroshi Kamiya en japonés, Alfredo Basurto en español latino y Matthew Mercer en inglés. Su interpretación en Kui Naki Sentaku no mostró grandes diferencias en cuanto a caracterización, a pesar de actuar como la historia de su pasado.
La respuesta de la crítica al personaje de Levi fue en general positiva por su papel secundario con el reparto principal y, sobre todo, por su relación con Kenny. La popularidad de Levi le llevó a ganar varios premios y encuestas. Su papel en la precuela también tuvo buena aceptación por ampliar su historia.

## Personaje

### Apariencia
Tiene el pelo negro y corto y los ojos de un gris azulado.A pesar de ser bajo, tiene un físico desarrollado. Suele tener el ceño fruncido, aunque por lo demás su expresión es neutral. Su comportamiento imperturbable hace que sea difícil adivinar lo que piensa. Ya vaya vestido como paisano o con su uniforme, lleva siempre una bufanda blanca alrededor del cuello. A veces usa un suéter ajustado de manga larga y un traje.

### Personalidad
Aquellos que lo conocen personalmente lo describen como un «loco por la limpieza», ya que quiere que su entorno esté impecablemente limpio y no soporta que él o su equipo estén manchados. Sin embargo, si la situación lo requiere, es capaz de ensuciarse; como, por ejemplo, salvando a Eren del Bosque de los Árboles Gigantes o tomando la mano ensangrentada de un subordinado, al que consoló durante sus últimos momentos.
A pesar de su apariencia «impecable», tiene una personalidad fría e inaccesible. Petra lo describe como alguien violento e impenetrable. No suele ser amable al hablar y, a veces, hace comentarios groseros o inapropiados. Su sentido del humor es bastante ácido, lo que puede resultar desagradable e incluso parecer vulgar. Suele decir las cosas de manera estricta e insultante, y provoca a sus oponentes yendo tan lejos como para menospreciarlos, lo que la mayoría de las veces desestabiliza a quienes lo rodean.
Aun así, Levi tiene un lado más suave, que rara vez muestra. Una de sus características más llamativas es el gran valor que otorga a la preservación de la vida humana.

## Historia
Es hijo de Kuchel Ackerman, una prostituta de la Ciudad Subterránea. Después de que su madre muriese, lo crio su tío, Kenny. Después de enseñarle todo lo que pudo, lo abandonó a su suerte. Levi era entonces un conocido criminal de la ciudad, donde Erwin Smith lo reclutó para el Cuerpo de Exploración. Como parte de este, se convierte en capitán. Durante el juicio de Eren en el Tribunal Militar, Levi lo golpea frente a todos, considerándolo una lección de humildad para Eren. Luego se ofrece como voluntario para cuidarlo, declarando matarlo si resulta ser un enemigo de la humanidad. Durante la salida, Levi es el guardaespaldas personal de Eren mientras intenta atraer a la Titán Hembra a una emboscada en el bosque. Cuando completan la misión con éxito, Levi revela que los exploradores sospechan que hay un espía entre sus filas.Con la ayuda de Mikasa, recupera a Eren de la titán,pero a continuación sufre una lesión que le impide participar en la operación contra Annie Leonhart en la capital.

## Recepción
En 2013, la revista Animage lo reconoció como el mejor personaje masculino de la serie en el Anime Grand Prix. En la misma categoría, la revista Newtype lo clasificó en quinto lugar. Según el primer ranking de popularidad de la revista Bessatsu Shōnen Magazine, Levi se convirtió en el personaje más popular de Shingeki no Kyojin.